# キース・アーバン
キース・ライオネル・アーバン（英語: Keith Lionel Urban、1967年10月26日 - ）は、ニュージーランド・ワンガレイ生まれ、オーストラリア出身のアメリカ合衆国のシンガーソングライター。

## 略歴
1991年、自身の名を冠したアルバム『Keith Urban 』(1991年版)をリリースし、オーストラリアでシングルカットされた4曲がチャート入りし、翌年アメリカに移住した。セッション・ギタリストとして演奏し、その後バンドのザ・レンチとして活動を始め、唯一のアルバム『The Ranch 』をキャピトル・ナッシュビルからリリースし、シングルカットされた2曲が『ビルボード』誌のカントリー・チャートにランクインした。
その後もキャピトルとの契約を続け、1999年、ソロ・アルバム『Keith Urban 』(1999年版)でアメリカ・デビューした。プラチナ認定され、シングルカットされた『But for the Grace of God 』がカントリー・チャートで初の第1位を獲得した。2002年、2枚目のアルバム『Golden Road 』をリリースし、シングルカット1枚目の『Somebody Like You 』が『ビルボード』誌が選ぶ「2000年代最大のカントリー・ヒット」となった。このアルバムからの4枚目のシングル『ユール・シンク・オブ・ミー』で初のグラミー賞受賞となった。2004年、3枚目のアルバム『ビー・ヒア』がリリースされ、シングル『Days Go By 』、『Making Memories of Us 』、『Better Life 』の3枚が第1位を獲得し、このアルバムはアーバンにとって最高売上となり、プラチナ4倍認定となった。2006年、『愛・至上主義』がリリースされ、『ワンス・イン・ア・ライフタイム〜一生に一度の愛だから』および2度目のグラミー賞受賞となった『Stupid Boy 』が収録されている。2007年終盤、ベスト盤『グレイテスト・ヒッツ-18キッズ』がリリースされた。2009年3月31日、アルバム『Defying Gravity 』、2013年9月、アルバム『Get Closer 』がリリースされた。2013年9月、アルバム『Fuse 』をリリースし、『We Were Us 』でミランダ・ランバートと、『Raise 'Em Up 』でエリック・チャーチとデュエットし、計4曲が『ビルボード』誌のカントリー・エアプレイのチャートにランクインした。2015年6月、アメリカでの8枚目のアルバム『Ripcord 』からシングル『John Cougar, John Deere, John 3:16 』が先行リリースされた。
ザ・レンチでのアルバム以外に、イギリス限定アルバムを含み計9枚のスタジオ・アルバムをリリースしている。『ビルボード』誌カントリー・チャートに37枚のシングルがチャート入りし、うち2008年のブラッド・ペイズリーとのデュエット『Start a Band 』、2002年の『Golden Road 』に収録されていた『You Look Good in My Shirt 』を含む18枚が第1位を獲得した。アルバム『Defying Gravity 』に収録された『Sweet Thing 』で3度目のグラミー賞受賞となった。
歌手オーディション番組『ザ・ヴォイス』オーストラリア版のコーチ、『アメリカン・アイドル』審査員としても知られる。2006年、女優ニコール・キッドマンと結婚した。2013年10月、自身のギターのブランドを発表した。

## 経歴

### 生い立ち

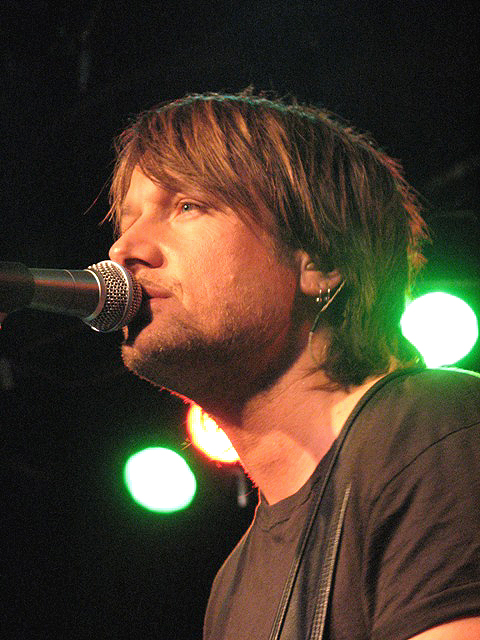
2007年、オーストラリアのシドニーにて

1967年10月26日、ニュージーランドのウェリントンでロバート・アーバン（愛称ボブ）とマリアンヌのもとに末の息子として生まれ、キース・ライオネル・アーバンと名付けられた。13歳でオークランドにあるサー・エドマンド・ヒラリー・カレッジに進学し、17歳までに両親と共にオーストラリアのクイーンズランド州カブルチャーへ移住した。コンビニエンスストアを経営していた父は店の窓にギター講師の広告を貼っていた。アーバンはこのギター講師であるスー・マッカーシーからレッスンを受け、地元の劇団で活動するとともにコンテストに出場するようになった。アーバンによるとギター演奏はマーク・ノップラー（ダイアー・ストレイツ）およびリンジー・バッキンガム（フリートウッド・マック）の影響を受けている。また10歳の頃からカントリー・フェスティバルで演奏していた。
1983年、アーバンはオーストラリアのオーディション番組『New Faces 』に出場した。数年後、オーストラリアのカントリー音楽業界に進出し始め、ブリスベンのジェニー・ウィルソンとデュエットで『レグ・リンゼイ・カントリー・ホームステッド』、マイク・マクレランの音楽番組など様々なカントリー番組にレギュラー出演していた。2人はタムワース・カントリー音楽祭でゴールデン・ギター賞を受賞した。また、カブルチャー近くの北部郊外カントリー音楽クラブのステージにレギュラー出演していた。

### 1990年-2001年、初期
1990年、オーストラリアのEMIと契約し、自身の名を冠したデビュー・アルバム『Keith Urban 』をリリースした。1993年から1994年、スリム・ダスティのバック・バンドとしてツアーに参加した。1990年代半ば、ダスティとアーバンはダスティの名曲『Lights on the Hill 』で再度デュエットし、ダスティのバックとしてグランド・オール・オープリーに初めて出演した。1992年、INXSのライヴ・アルバム『Live Baby Live 』にもバック・ヴォーカルとして出演した。
1992年、テネシー州ナッシュビルに転居した。翌年、アラン・ジャクソン版『Mercury Blues 』のミュージック・ビデオに出演した。アーバンはヴァーノン・ラストと共に1995年のトビー・キースのアルバム『Christmas to Christmas 』に収録された『Jesus Gets Jealous of Santa Claus 』、1996年に4ランナーのシングル『That Was Him (This Is Now) 』、1997年のレイボン・ブラザーズのアルバム『Raybon Brothers 』に収録された『Tangled Up in Love 』を作曲した。1997年、ドラム奏者のピーター・クラーク、ベース奏者のジェリー・フラワーズと共に3人組のバンドであるザ・レンチを結成した。同年、キャピトル・レコード・ナッシュビルからアルバム『The Ranch 』をリリースし、『Walkin' the Country 』、『Just Some Love 』のシングル2曲が『ビルボード』誌カントリー・チャートにランクインした。1990年代後期、ポール・ジェファーソン、ティム・ウィルソン、チャーリー・ダニエルズなど様々なアーティストのアルバムでギター演奏をしていた。

### 1999年–2001年:、『Keith Urban』
1999年、セッション・ピアニストのマット・ロリングスのプロダクションで自身の名を冠したアルバム『Keith Urban 』でアメリカ・デビューした。先行シングル『It's a Love Thing 』は第18位を獲得し、その後『Your Everything 』が第4位となり、ニュージーランド生まれの男性歌手で初めてアメリカのカントリー・チャートのトップ10にランクインした。ゴーゴーズのシャーロット・キャフィーとジェーン・ウィードリンが作曲した『But for the Grace of God 』が初の第1位獲得となった。このアルバムからの最後のシングルでスティーヴ・ウォリナーとアレン・シャンブリン作曲の『Where the Blacktop Ends 』は第3位を獲得した。2001年、アカデミー・オブ・カントリーミュージックによるACMアワードにて新人男性ヴォーカリスト賞、カントリーミュージック協会によるCMAアワードにて新人賞にあたるホライゾン賞を受賞した。オールミュージックのトム・ジュレックは1枚目『It's a Love Thing 』と3枚目『But for the Grace of God 』を気に入っているとし、インストゥルメンタルの『Rollercoaster 』について「アーバンのフラットピッキングは生まれながらの特別な才能」と称賛した。

### 2002年-2006年、『Golden Road』および『ビー・ヒア』
2002年、2枚目のアルバム『Golden Road 』をリリースした。全13曲中、7曲を独自にプロデュースし、6曲をダン・ハフと共にプロデュースした。2002年7月、先行シングル『サムバディ・ライク・ユー』がリリースされ、6週連続第1位を獲得した。2枚目のシングルとして、ラドニー・フォスターの1998年のアルバム『See What You Want to See 』からのシングルカットのカバーである『Raining on Sunday 』が第3位を獲得した。3枚目のシングル『Who Wouldn't Wanna Be Me 』と4枚目のシングル『ユール・シンク・オブ・ミー』が第1位を獲得し、2005年、『ユール・シンク・オブ・ミー』でグラミー賞男性カントリー・ヴォーカル・パフォーマンス賞を受賞した。
2005年9月22日、『Golden Road 』は300万枚以上売り上げ、プラチナ3倍認定された。
2002年、『プレイガール』誌でヌードを披露した。『ザ・トゥナイト・ショー・ウィズ・ジェイ・レノ』において、全てを写したわけではないが後悔していると語った。
2004年、オーストラリアのニューサウスウェールズ州タムワースにて、アーバンが作曲やカバーをしたことのあるスリム・ダスティの追悼トリビュート・コンサートで『Lights on the Hill 』を演奏した。
2005年5月、ロンドンのアールズ・コート、グラスゴーのスコティッシュ・エキシビジョン・カンファレンス・センター、ダブリンのポイント劇場を含むブライアン・アダムスのイギリス・アイルランドのツアーにサポートとして同行し、初めてヨーロッパで演奏した。6月6日、『ビー・ヒア』と『Golden Road 』からの曲を含むイギリス限定アルバム『デイズ・ゴー・バイ』がリリースされた。
当初『You Look Good in My Shirt 』がアルバムからの5枚目のシングルとなる予定であった。しかし、アメリカでの3枚目のアルバム『ビー・ヒア』の先行シングルとして『Days Go By 』がリリースされた。2004年後期までにこの曲はアーバンにとって5枚目のカントリー・チャート第1位獲得曲となった。『You Look Good in My Shirt 』は正式なリリースはなかったが、2004年7月、カントリー・チャートの第60位にランクインし、ファンにも好評な曲となった。このアルバムからの2枚目のシングル『You're My Better Half 』は第2位を獲得した。3枚目のシングルでロドニー・クロウェルが作曲し、以前にトレイシー・バードとノートリアス・チェリー・ボムがレコーディングしたことのある『Making Memories of Us 』は5週連続第1位を獲得した。次のシングルでリチャード・マークスと共に作曲した『Better Life 』は6週連続第1位を獲得した。また次のシングル『Tonight I Wanna Cry 』は3週連続第2位を獲得した。『Live to Love Another Day 』は正式にシングルとしてのリリースはなかったが最高48位で14週連続ランクインした。

### 2006年-2009年、『愛・至上主義』、『グレイテスト・ヒッツ－18キッズ』
2006年8月21日、『愛・至上主義』の先行シングル『ワンス・イン・ア・ライフタイム〜一生に一度の愛だから』が初登場17位となり、『ビルボード』誌のカントリー・チャートの62年の歴史において初登場順位が最高となった。初登場順位が高かったにも関わらず、最高順位は第6位にとどまった。11月7日、アルバム『愛・至上主義』をリリースし、翌12月、サラ・バクストンと共同で作曲した『Stupid Boy 』が第3位となり、2007年、グラミー賞において2回目の男性カントリー・ヴォーカル・パフォーマンス賞を受賞した。その後『I Told You So 』は第2位、『Everybody 』は第5位を獲得した。2007年11月20日(日本では2008年3月12日)、初のベスト盤『グレイテスト・ヒッツ-18キッズ』をリリースした。これまでトップ10にランクインした曲全てと新曲『Romeo's Tune 』、『Got It Right This Time (The Celebration) 』が収録された。
2008年1月、カントリー歌手のキャリー・アンダーウッドと共に『ラブ、ペイン、アンド・ザ・ホール・クレイジー・カーニバル・ライド・ツアー』を開始した。2008年5月上旬、グランド・オール・オープリーにて新曲『A New Sunshine 』を初披露した。同月、『Golden Road 』に収録されていた『You Look Good in My Shirt 』を再び収録し、翌6月にシングルとしてリリースされた。アーバンは「何年もいつもヒット曲のように演奏してきた」と語った。「ファンやラジオからなぜシングル・カットしないのかと多くのリクエストを聞き、再び収録することにした」。2008年秋にリリースされるライヴDVDの先行リリースとなった。同年後期、ブラッド・ペイズリーのシングル『Start a Band 』にデュエットとして歌とギター演奏で参加した。この曲はペイズリーのアルバム『Play 』に収録され、2009年1月、第1位を獲得した。

### 2009年-2010年、『Defying Gravity』
5枚目のアルバムの先行シングル『Sweet Thing 』をリリースした。この曲はアーバンにとって10曲目の第1位獲得曲となった。2009年3月31日、アルバム『Defying Gravity 』をリリースした。2009年3月、このアルバムからの2枚目のシングル『Kiss a Girl 』がリリースされた。アーバンはこの曲を『アメリカン・アイドル』シーズン8の最終回で優勝者となるクリス・アレンとデュエットした。アルバムからの3枚目のシングル『Only You Can Love Me This Way 』が第1位を、4枚目のシングル『'Til Summer Comes Around 』は第3位を獲得した。アルバムから5枚目で最後のシングル『I'm In 』は、アルバム収録曲『Raining on Sunday 』と共にラドニー・フォスターの『See What You Want to See 』収録曲のカバーである。『I'm In 』は2000年にザ・キンリーズもカバーしトップ40にランクインしており、アーバン版は第2位を獲得した。この間、アーバンは当時同じレーベルであったエミリー・ウエストのシングル『Blue Sky 』にゲスト出演し、第38位となった。
2009年、アルバム『Defying Gravity』を基にしたコンサート『Escape Together tour』では前座にテイラー・スウィフト、シュガーランド、ジェイソン・アルディーンなど多くの著名なアーティストが務めた。2009年6月27日、アイオワ州デモインのウェルス・ファーゴ・アリーナで『Only You Can Love Me This Way』のビデオを収録した。
2009年、第8回インディペンデント音楽賞の審査員を務めた。

### 2010年-2012年、『Get Closer』
2010年5月、アーバンは新しいアルバムの製作を開始した。このレコーディングの行程は彼の公式ホームページのブログに公開された。9月上旬、アルバムは『Get Closer』という題名で11月16日に発売されると発表された。9月13日、アルバムからの最初のシングルとして『Put You in a Song』がリリースされ、第2位を獲得した。続いてサラ・バクストン、ジェド・ヒューズと共に作曲した『Without You 』、リチャード・マークス、ロキャッシュ・カウボーイズのプレストン・ブラストとクリス・ルーカスと共に作曲した『Long Hot Summer 』、当時アメリカン・バンのメンバーであったジャレン・ジョンソンと共に作曲した『You Gonna Fly 』3曲全てが第1位を獲得した。その後2012年のアクション映画『ネイビーシールズ』のテーマ曲となった『For You 』をリリースし、カントリー・チャートで最高8位を獲得した。
2012年4月10日、アーバンが初回から主催している第3回『We're All for the Hall 』チャリティ・コンサートにおいて、ヴィンス・ギルからアーバンがグランド・オール・オープリーのメンバーとなることが発表された。4月21日、アーバンは正式にグランド・オール・オープリーのメンバーとなった。
2013年初頭、ティム・マグロウのアルバム『Two Lanes of Freedom 』からの3枚目のシングル『Highway Don't Care 』にギター演奏で参加した。このシングルにはテイラー・スウィフトもゲスト・ヴォーカルとして参加した。

### 2013年–2015年、『Fuse』

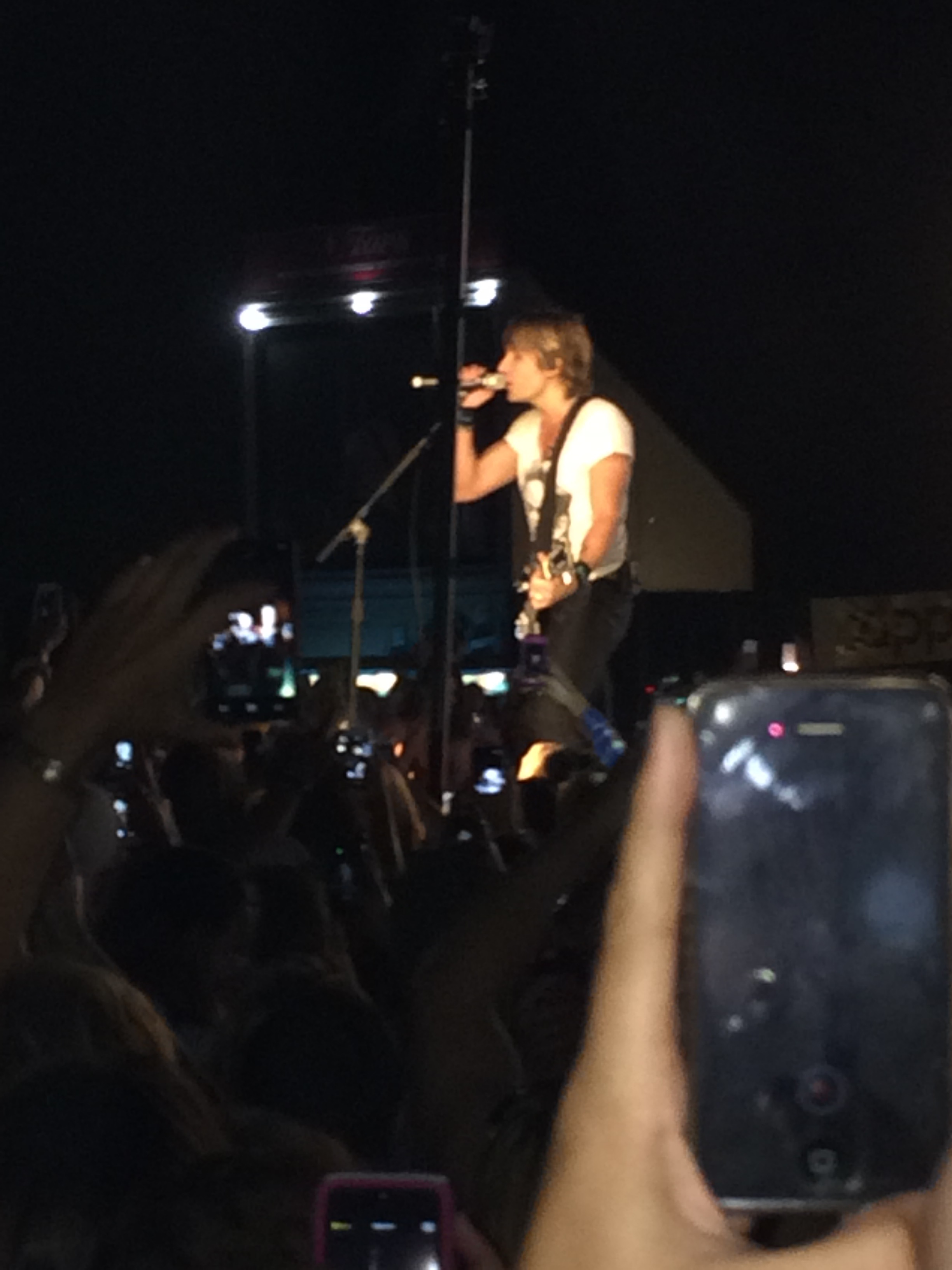
2014年7月25日、ダリアン・レイクにて

2013年5月13日、ネイサン・チャップマンのプロデュースにより先行シングル『Little Bit of Everything 』をリリースし、7月25日、VEVOから公式ミュージック・ビデオが公開された。9月10日、8枚目のスタジオ・アルバム『Fuse 』をリリースした。これまでのアルバムと違い、1枚のアルバムを10名のプロデューサーと共同プロデュースした。アルバムからの2枚目のシングル『We Were Us 』はミランダ・ランバートとのデュエットで、2013年12月のカントリー・エアプレイ・チャートで第1位を獲得した。2014年1月に3枚目のシングル『Cop Car 』、6月に4枚目のシングル『Somewhere in My Car 』がリリースされた。2015年1月26日、5枚目のシングルとしてエリック・チャーチとのデュエットで『Raise 'Em Up 』がカントリー・ラジオで初披露され、5月、カントリー・エアプレイ・チャートで第1位を獲得した。

### 2015年–現在、『Ripcord』
2015年6月、アメリカでの8枚目のスタジオ・アルバムとなる『Ripcord 』の先行シングルとして『John Cougar, John Deere, John 3:16 』をリリースした。2015年10月23日、新曲『Break on Me 』を披露した。2015年9月22日、3枚目のアルバム『Golden Road 』が売り上げ300万枚でプラチナ3倍認定されてから10周年を祝った。アルバムからの3枚目のシングル『Wasted Time 』、4枚目のシングル『Blue Ain't Your Color 』がリリースされた。
2016年、CMAアワード50周年を記念した『Forever Country 』の30名に選ばれ、『故郷へかえりたい』、『On the Road Again 』、『オールウェイズ・ラヴ・ユー』の演奏に参加した。
2021年、東京オリンピックの開会式で放映された『イマジン』の歌唱VTRに「オセアニア代表」として参加した。

## テレビ出演

### 『ザ・ヴォイス』
2011年11月23日、オーディション番組『ザ・ヴォイス』オーストラリア版で4人のヴォーカル・コーチの1人として参加することが発表された。
2012年9月14日、シーズン2には参加しないことが発表された。

### 『アメリカン・アイドル』
2012年9月16日、フォックス放送は『アメリカン・アイドル』シーズン12に、スティーヴン・タイラーの後継で審査員としてランディ・ジャクソン、マライア・キャリー、ニッキー・ミナージュと共に参加することを正式に発表した。2013年8月1日、シーズン13にも参加することが正式に発表された。過去に審査員を務めたことのあるジェニファー・ロペスのほか、新たに参加するハリー・コニック・ジュニアと共に出演した。2014年6月23日、フォックス放送はアーバンがシーズン14にも参加することを発表した。2016年の最終シーズンにも出演した。

## ギターのブランド
2013年10月、フロリダ州タンパでのコンサートにおいて、ホーム・ショッピング・ネットワーク(HSN)から自身の名を冠したギター・セットおよび付属品をリリースする予定であると発表した。HSNは6ヶ月に2回ギター・セットを発表し、45,000台を売り上げた。
利益の一部は陽のあたる教室基金およびグラミー基金に寄付されることになっている。

## プライベート

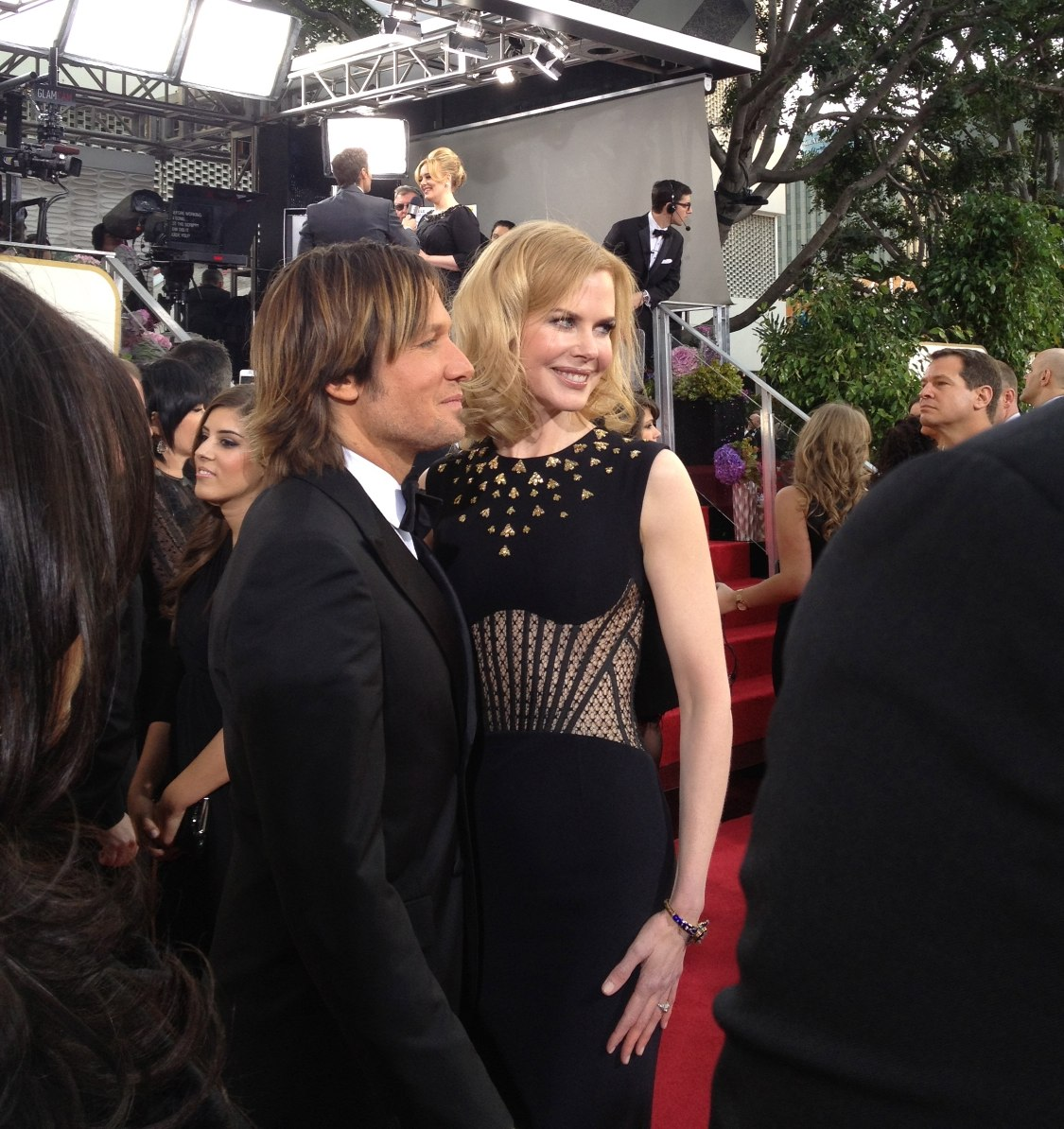
2013年、第70回ゴールデングローブ賞において妻のニコール・キッドマンと共に

ナッシュビルへの移住以降、コカインを常習するようになった。1998年には最悪の状態になり、接種をきっぱりやめる決心をしてナッシュビルにある更生施設のカンバーランド・ハイツに入所した。
2005年1月、ハリウッドでのオーストラリアの名誉国民イベント『G'Day LA 』でアメリカ生まれのオーストラリア人のニコール・キッドマンと出会った。しかし報道によると6ヶ月後まで交際することはなかった。2006年6月25日、彼らはシドニーのマンリーにあるセント・パトリックス・エステートのカーディナル・セレッティ・ メモリアル教会で結婚式を挙げた。
2006年10月19日、カリフォルニア州の更生施設であるベティ・フォード・センターに入所した。10月20日、「ニコールや、私を愛し支えてくれる皆さんにとても申し訳ない」と声明を出した。2007年1月18日、完全に更生し、新しいアルバム『愛・至上主義』のコンサート・ツアーの計画を発表した。
2007年2月2日、ニュージャージー州の画家が同名でホームページを持っていることに反し訴訟を起こした。http://www.keithurban.com アーバンはこのURLの権利を要求した。歌手のキース・アーバンのURLはhttp://www.keithurban.netである。画家側からも訴訟を起こした。この訴訟は画家側の勝訴となった。
2007年10月1日、シドニーの家の近くでオートバイ運転中、パパラッチに追い掛けられ、スリップしたが怪我はなかった。アーバンの代理人の公式声明によると、彼は「ある人の仕事に対する情熱と私のプライバシーを守る情熱が引き起こした」。彼は車が近付いてくるのを避けようとしてオートバイが転倒したと語った。また、カメラマンは写真を撮ることなく彼を助けてくれたとも語った。
2008年1月7日、ニコール・キッドマンはアーバンとの第一子妊娠を認めた。キッドマンの広報担当者は「この夫婦は興奮して待ちきれない」と語った。2008年7月7日、テネシー州ナッシュビルにてキッドマンは彼らの第一子である長女サンディ・ローズ・キッドマン・アーバンを出産した。サンディ・ローズの体重は2.93kg (6lbs, 7.5 oz)であったことが彼のホームページで公開された。
「今朝早く、ニックは私たちの美しい女の子の赤ちゃん、サンディ・ロース・キッドマン・アーバンを出産しました。私たちは私たちのことを考えて祈ってくれた皆さんに感謝したいです。私たちは今日みなさんとこの喜びを分かち合うことができて幸福と感謝を感じています。」
2010年12月28日、ナッシュビルのセンテニアル・ウーメンズ・ホスピタルにおいて2人めの娘フェイス・マーガレット・キッドマン・アーバンが生まれた。フェイスのミドル・ネームはキッドマンの亡くなった祖母にあやかり名付けられた。

## ディスコグラフィ

### アルバム
| 1991                                      | Keith Urban                                     | - 発売日: 1991年10月1日 - レーベル: EMI                                            | —   | 98 | —  | — | —  | —  | —  |                                                         |
| 1997                                      | Keith Urban in The Ranch                        | - 発売日: 1997年 - レーベル: キャピトル・ナッシュビル                              | —   | —  | —  | — | —  | —  | —  |                                                         |
| 1999                                      | Keith Urban                                     | - 発売日: 1999年10月19日 - レーベル: キャピトル・ナッシュビル                      | 145 | 90 | —  | — | —  | —  | —  | - US: プラチナ                                          |
| 2002                                      | Golden Road                                     | - 発売日: 2002年10月8日 - レーベル: キャピトル・ナッシュビル                       | 11  | 29 | —  | — | —  | —  | —  | - US: 3× プラチナ - AUS: プラチナ - CAN: 2× プラチナ    |
| 2004                                      | ビー・ヒア Be Here                              | - 発売日: 2004年9月21日 - レーベル: キャピトル・ナッシュビル - 全米売上: 363.9万枚 | 3   | 11 | —  | 8 | —  | —  | —  | - US: 4× プラチナ - AUS: 3× プラチナ - CAN: 2× プラチナ |
| 2006                                      | 愛・至上主義 Love, Pain & the Whole Crazy Thing | - 発売日: 2006年11月7日 - レーベル: キャピトル・ナッシュビル                       | 3   | 5  | 23 | 2 | 32 | 52 | 73 | - US: プラチナ - AUS: プラチナ - CAN: プラチナ          |
| 2009                                      | Defying Gravity                                 | - 発売日: 2009年3月31日 - レーベル: キャピトル・ナッシュビル - 全米売上: 87.9万枚  | 1   | 3  | —  | 4 | —  | —  | —  | - US: プラチナ - AUS: プラチナ - CAN: プラチナ          |
| 2010                                      | Get Closer                                      | - 発売日: 2010年11月16日 - レーベル: キャピトル・ナッシュビル - 全米売上: 74.3万枚 | 7   | 11 | —  | 8 | —  | —  | —  | - US: ゴールド - AUS: プラチナ - CAN: ゴールド          |
| 2013                                      | Fuse                                            | - 発売日: 2013年9月10日 - レーベル: キャピトル・ナッシュビル - 全米売上: 47.8万枚  | 1   | 1  | —  | 1 | —  | —  | —  | - US: プラチナ - AUS: プラチナ - CAN: ゴールド          |
| 2016                                      | Ripcord                                         | - 発売日: 2016年5月6日 - レーベル: キャピトル・ナッシュビル - 全米売上: 72.4万枚   | 4   | 1  | —  | 3 | —  | —  | —  | - US: プラチナ - AUS: 2× プラチナ - CAN: プラチナ       |
| 2018                                      | Graffiti U                                      | - 発売日: 2018年4月27日 - レーベル: キャピトル・ナッシュビル - 全米売上: 13.7万枚  | 2   | 2  | —  | 1 | —  | —  | —  |                                                         |
| "—"は未発売またはチャート圏外を意味する。 |                                                 |                                                                                    |     |    |    |   |    |    |    |                                                         |

### コンピレーション・アルバム
- Days Go By (2005年)
- グレイテスト・ヒッツ-18キッズ Greatest Hits: 18 Kids (2007年/2008年3月12日日本発売)
- iTunes Originals (2009年)
- The Story So Far (2012年)

### 1位獲得のシングル
- バット・フォー・ザ・グレイス・オブ・ゴッド But for the Grace of God
- サムバディ・ライク・ユー Somebody Like You
- フー・ウドゥント・ウォナ・ビー・ミー Who Wouldn't Wanna Be Me
- ユール・シンク・オブ・ミー You'll Think of Me
- デイズ・ゴー・バイ Days Go By
- メイキング・メモリーズ・オブ・アス Making Memories of Us
- ベター・ライフ Better Life
- You Look Good in My Shirt
- Start a Band
- Sweet Thing
- Only You Can Love Me This Way
- Without You
- Long Hot Summer
- You Gonna Fly
- Little Bit of Everything
- We Were Us
- Somewhere in My Car
- Raise 'Em Up
- Break on Me
- Wasted Time

## ツアー

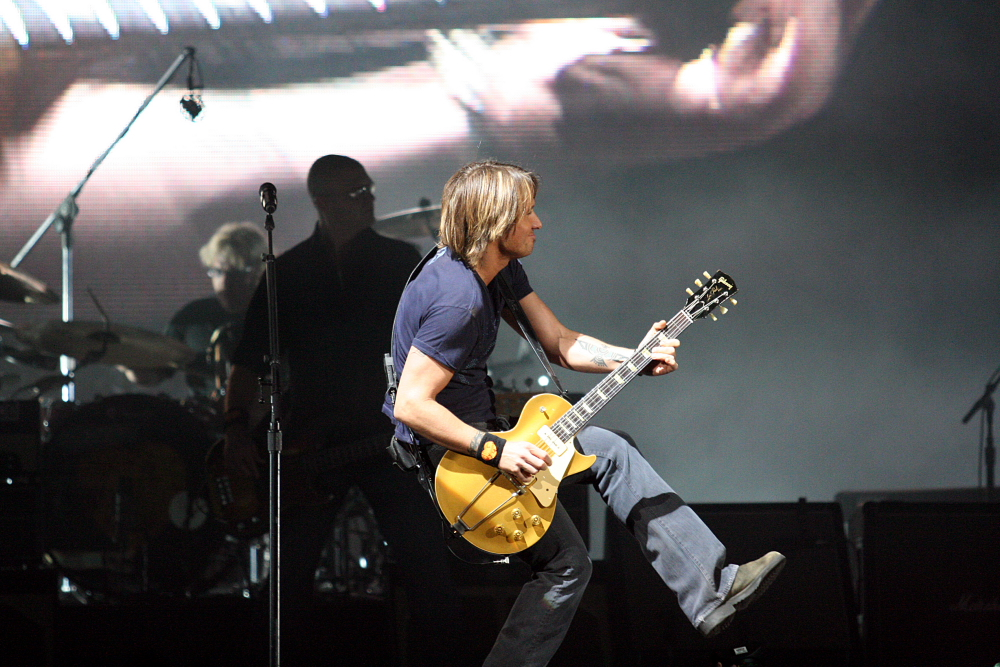
2007年のコンサート

### オフィシャル・ツアー
- Livin' Right Now Tour (2004年) – 第4弾アルバム『Be Here』より
- Alive In 05 (2005年) – 第4弾アルバム『Be Here』より
- Still Alive in 06 (2006年) – 第4弾アルバム『Be Here』より
- Love, Pain & the Whole crazy World Tour (2007年) – 第5弾アルバム『愛・至上主義 Love, Pain & the Whole Crazy Thing』より
- Love, Pain & the Whole Crazy Carnival Ride (2008) – 第5弾アルバム『愛・至上主義 Love, Pain & the Whole Crazy Thing』より。キャリー・アンダーウッド『Carnival Ride』と共に。
- Escape Together World Tour 2009 (2009年) – 2009年3月31日発売第6弾アルバム『Defying Gravity』より
- Summer Lovin' 2010 (2010年) – 2009年3月31日発売第6弾アルバム『Defying Gravity』より
- Get Closer 2011 World Tour (2011年) – 第7弾アルバム『Get Closer,』より
- Light the Fuse Tour (2013年) – 第8弾アルバム『Fuse 』より
- Raise'Em Up Tour (2014年) – 第8弾アルバム『Fuse 』より
- ripCORD World Tour (2016年) – 第9弾アルバム『RipCord 』より(ニュージーランドおよびオーストラリアではキャリー・アンダーウッド『Storyteller 』と共に.)

### サポーティング・ツアー
- Brooks & Dunn's Neon Circus & Wild West Show 2001 - ブルックス&ダンと共演。
- Eagles Summer 2010 Tour (2010年) - イーグルス 、ディクシー・チックスと共演。2010年3月16日、キースは両者と共に北米のスタジアム・コンサート・ツアーに出ることを発表した。ボストン、シカゴを含む5公演が行われる[87]。

## 受賞歴
| 年   | 賞                                 | 部門                                                                        |
| ---- | ---------------------------------- | --------------------------------------------------------------------------- |
| 2001 | ACMアワード                        | 新人男性ヴォーカリスト賞                                                    |
| 2001 | CMAアワード                        | ホライゾン賞(新人賞)                                                        |
| 2001 | ARIAミュージック・アワード         | Outstanding Achievement award                                               |
| 2001 | VMAアワード                        | 男性ヴォーカリスト賞                                                        |
| 2003 | ARIAミュージック・アワード         | カントリー・アルバム賞: 『Golden Road 』                                    |
| 2003 | BMIアワード                        | 楽曲賞: 『Somebody Like You 』                                              |
| 2003 | TCMAアワード                       | ビデオ・クリップ賞: 『Somebody Like You 』                                  |
| 2004 | CMAアワード                        | 男性ヴォーカリスト賞                                                        |
| 2005 | ACMアワード                        | アルバム賞: 『ビー・ヒア』                                                  |
| 2005 | ACMアワード                        | 男性ヴォーカリスト賞                                                        |
| 2005 | ARIAミュージック・アワード         | カントリー・アルバム賞: 『ビー・ヒア』                                      |
| 2005 | CMTミュージック・アワード          | ビデオ賞: 『Days Go By 』                                                   |
| 2005 | CMAアワード                        | 男性ヴォーカリスト賞                                                        |
| 2005 | CMAアワード                        | エンターテイメント・オブ・ザ・イヤー(最高賞)                                |
| 2005 | CMAアワード                        | インターナショナル・アーティスト賞                                          |
| 2005 | ビルボード賞                       | ポップ・カタログ・アルバム最高売上賞: 『Golden Road 』                      |
| 2006 | グラミー賞                         | 男性カントリー・ヴォーカル・パフォーマンス賞: 『You'll Think of Me 』       |
| 2006 | ACMアワード                        | 男性ヴォーカリスト賞                                                        |
| 2006 | CMAアワード                        | 男性ヴォーカリスト賞                                                        |
| 2006 | CMTミュージック・アワード          | ビデオ賞: 『Better Life 』                                                  |
| 2007 | ARIAミュージック・アワード         | カントリー・アルバム賞: 『愛・至上主義』                                    |
| 2008 | グラミー賞                         | 男性カントリー・ヴォーカル・パフォーマンス賞: 『Stupid Boy 』               |
| 2009 | ACMアワード                        | ヴォーカル・イベント賞: 『Start a Band 』(w/ブラッド・ペイズリー)           |
| 2009 | CMAアワード                        | 音楽イベント賞: 『Start a Band 』(w/ブラッド・ペイズリー)                   |
| 2009 | CMTミュージック・アワード          | コラボ・ビデオ賞: 『Start a Band 』(w/ブラッド・ペイズリー)                 |
| 2009 | アメリカン・ミュージック・アワード | カントリー男性アーティスト賞                                                |
| 2010 | グラミー賞                         | 男性カントリー・ヴォーカル・パフォーマンス賞: 『Sweet Thing 』              |
| 2010 | ピープルズ・チョイス・アワード     | 男性アーティスト賞                                                          |
| 2010 | CMTミュージック・アワード          | 男性ビデオ賞                                                                |
| 2011 | グラミー賞                         | 男性カントリー・ヴォーカル・パフォーマンス賞: 『'Til Summer Comes Around 』 |
| 2011 | ティーン・チョイス・アワード       | 男性カントリー・アーティスト賞                                              |
| 2014 | ACMアワード                        | ミュージック・ビデオ賞: 『en:Highway Don't CareHighway Don't Care 』        |
| 2014 | ACMアワード                        | ヴォーカル・イベント・プロデューサー賞: 『en:We Were UsWe Were Us 』        |
| 2014 | ACMアワード                        | ミュージック・ビデオ賞: 『We Were Us 』(w/ミランダ・ランバート)             |
| 2014 | CMAアワード                        | 音楽イベント賞:『We Were Us 』(w/ミランダ・ランバート)                      |